# 鈴木英雄

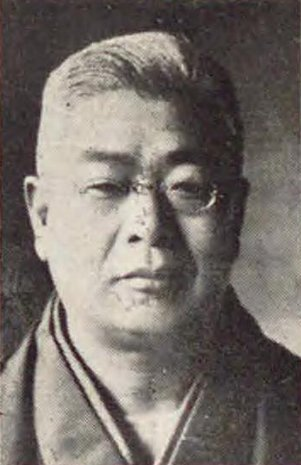
鈴木英雄

鈴木 英雄（すずき ひでお、1877年〈明治10年〉11月30日 - 1962年〈昭和37年〉3月8日）は、農商務官僚、衆議院議員、小田原市長。

## 経歴
神奈川県足柄下郡小田原町（現在の小田原市）出身。鈴木善左衛門の長男。1903年（明治36年）、東京帝国大学法科大学政治科を卒業し、高等文官試験に合格した。農商務属、同書記官・参事官、水産局漁政課長、大臣官房課長、特許局長を歴任した。
官を辞し、漁業を営み傍ら会社の重役である。日本漁網船具社長、小田原魚市場社長などを務めた。
1928年（昭和3年）、第16回衆議院議員総選挙に出馬し、当選。立憲政友会に所属。合計で4回の当選を重ねた。1944年（昭和19年）には小田原市長に選出された。戦後、公職追放となる。
追放解除後の1952年（昭和27年）からは小田原信用金庫理事長を務めた。

## 人物
1919年、家督を相続する。住所は小田原市万年。

## 家族・親族
鈴木家
- 父・善左衛門[4][5]
- 弟[4][5]
- 妻・わか（1887年 - ?、東京、鶴岡和文の姉）[4][5]
- 長男・雄二（1909年 - ?、小田原魚市場常務取締役）[4]
- 長女[4]
- 二女[4]
- 三女[4]
- 五女[4]
- 六女[4]

親戚
- 妻の弟・鶴岡和修（旧名・和文、衆議院議員、東京府会議員、亀戸町長）